# Manuel Maria Barbosa du Bocage
Manuel Maria Barbosa du Bocage (Setúbal, 15 settembre 1765 – Lisbona, 21 dicembre 1805) è stato un poeta portoghese, preromantico.

## Biografia

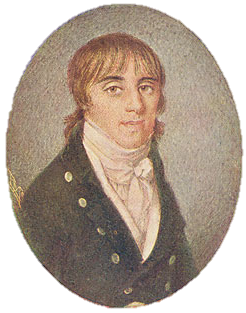
Manuel Maria Barbosa du Bocage a vent'anni

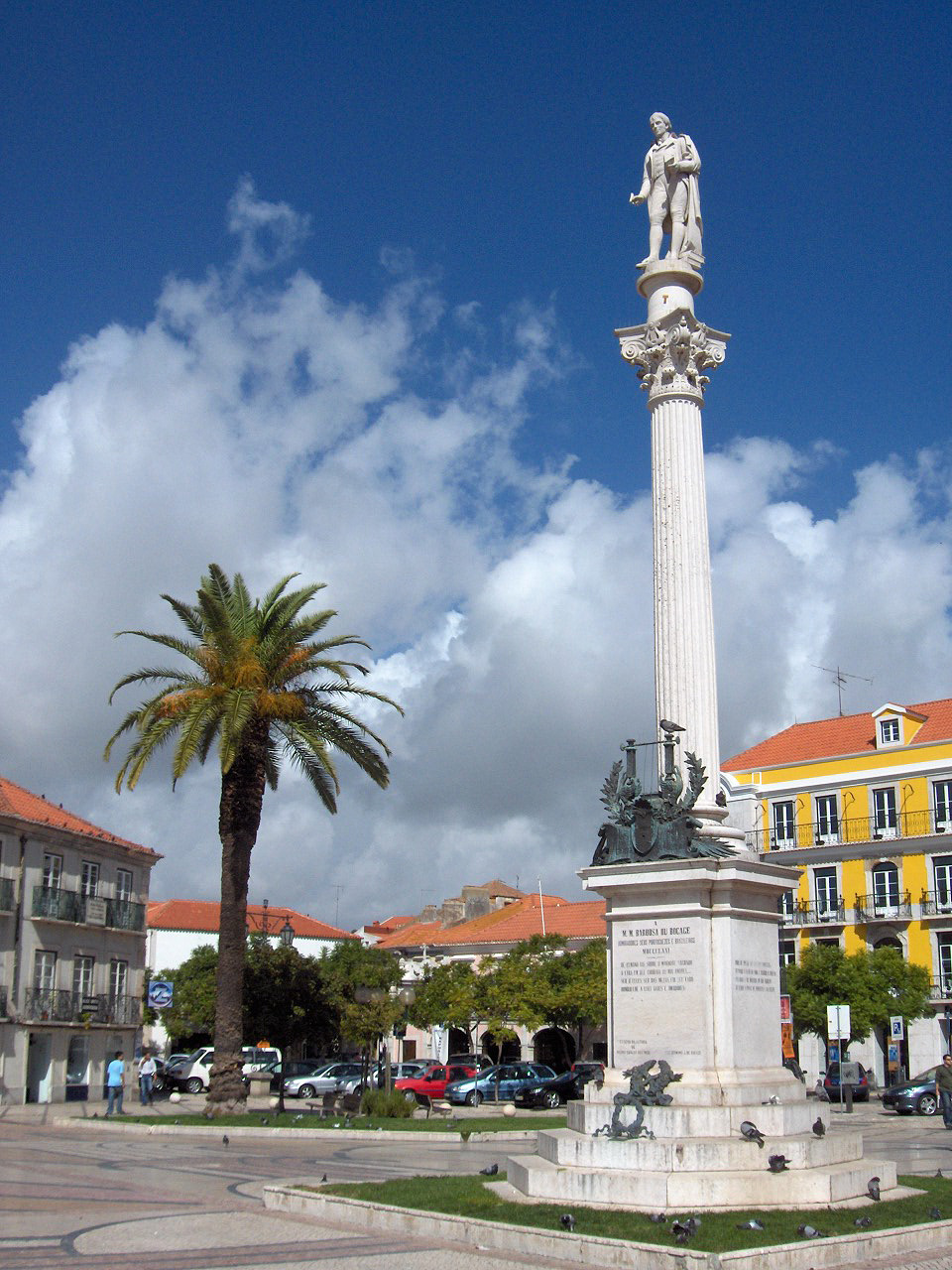
Statua di Manuel María Barbosa du Bocage nella sua città natale, Setúbal

Nacque in una famiglia composta dal padre, José Luís Soares de Barbosa, giudice e avvocato di fama, e dalla madre, D. Mariana Joaquina Xavier Lestof du Bocage, nobildonna francese figlia di un ammiraglio.
Bocage si avvicinò alla letteratura sin dall'infanzia e venne definito, per la produzione di versi poetici, un bambino prodigio quanto incostante ed imprevedibile.
All'età di quattordici anni abbandonò gli studi e si arruolò dapprima nell'esercito, settimo reggimento, e poi nella marina passando tramite l'Accademia navale reale.
Nel 1786 si trasferì in India ma i due anni trascorsi a Goa furono caratterizzati dalla nostalgia e dalla gelosia per una donna che sposerà suo fratello. L'atmosfera locale gli ispirò un poemetto satirico intitolato The Decadence of the Portuguese Empire in Asia. Dopo un breve soggiorno sfortunato in Cina, Bocage rientrò in patria.
La sua avventurosa permanenza asiatica indusse in lui quello spirito di angoscia che divenne la spinta propulsiva e la vena creativa della sua poesia e della sua vita, modellato dall'influenza del poeta portoghese classicheggiante Luís de Camões, per il quale Bocage provò ammirazione ed una vera e propria ossessione rivolta al confronto delle loro due esistenze parallele.
Nel 1790 si immerse negli ambienti culturali di Lisbona e riuscì ad entrare nella Nova Arcadia con l'identificativo di Elmano Sadino.
Il suo spirito politico anticonformista, però, gli creò parecchi problemi e sette anni dopo venne arrestato per aver manifestato ideali anticattolici e antimonarchici, ispirati dalle teorie rivoluzionarie francesi e confermati dalla raccolta Epistola a Marilia.
Una volta riacquistata la libertà, riprese una vita romantica che faticosamente gli consentì di scrivere per il teatro Elogios Dramáticos  e nel 1801, dopo il suo matrimonio con  la giovane donna D. Anna Perpétua (Analia), il poema Pena de Talião.
Nel 1804 si ammalò di sifilide e l'anno successivo fu colpito da un aneurisma.

## Stile e tendenze poetiche
Bocage è considerato uno dei migliori poeti lusitani, e dopo Camões il più popolare e celebrato di tutti.
La sua letteratura e la sua vita hanno incarnato il simbolo di irriverenza, l'immediatezza, la lotta contro il dispotismo e la ricerca di un umanesimo integrale e paradigmatico.
Bocage viene definito uno dei capostipiti del Romanticismo del suo Paese. Questa tendenza lirica la evidenziò nelle scelte delle forme metriche, nel rifiuto delle regole tradizionali, nello spirito della sua poesia riflettente la sua personalità contraddittoria e problematica. Ma l'autore fu pur sempre figlio di un'epoca di transizione e quindi non rigettò completamente alcuni caratteri classicheggianti quali elementi simbolici e allegorici. Infine una delle altre componenti fondamentali della sua arte, ossia la satira, derivò prevalentemente da una matrice razionalista. La sua fama è legata anche al suo stile tecnicamente ineccepibile e al suo utilizzo del sonetto.
Tra le sue opere merita una citazione particolare la raccolta, in due volumi, delle Rimas (1791-1799) che esemplificano al meglio le sue caratteristiche liriche.

## Opere principali
Autore
- A Morte de D. Ignez
- A Pavorosa Illusão
- A Virtude Laureada
- Elegia
- Improvisos de Bocage
- Mágoas Amorosas de Elmano
- Queixumes do Pastor Elmano Contra a Falsidade da Pastora Urselina

Traduttore
- As plantas
- Os jardins ou a arte de aformosear as paisagens
- Le metamorfosi (Ovidio)